# Melitaea ottonis
Melitaea ottonis är en fjärilsart som beskrevs av Hans Fruhstorfer 1917. Melitaea ottonis ingår i släktet Melitaea och familjen praktfjärilar. Inga underarter finns listade i Catalogue of Life.